# Marko Mirić
Marko Mirić (Serbian Cyrillic: Марко Мирић; sinh 26 tháng 3 năm 1987) là một cầu thủ bóng đá Serbia thi đấu cho Sporting Lokeren ở Jupiler Pro League ở vị trí tiền vệ cánh. Anh ra mắt cho đội tuyển quốc gia Serbia trong trận giao hữu trước Bulgaria ngày 17 tháng 11 năm 2010.

## Thống kê sự nghiệp
Tính đến 18 tháng 1 năm 2013
| Thành tích câu lạc bộ | Thành tích câu lạc bộ | Thành tích câu lạc bộ | Giải vô địch | Giải vô địch | Cúp                | Cúp                | Châu lục | Châu lục  | Tổng    | Tổng      |
| Mùa giải              | Câu lạc bộ            | Giải vô địch          | Số trận      | Bàn thắng    | Số trận            | Bàn thắng          | Số trận  | Bàn thắng | Số trận | Bàn thắng |
| Serbia                | Serbia                | Serbia                | Giải vô địch | Giải vô địch | Cúp bóng đá Serbia | Cúp bóng đá Serbia | Châu Âu  | Châu Âu   | Tổng    | Tổng      |
| --------------------- | --------------------- | --------------------- | ------------ | ------------ | ------------------ | ------------------ | -------- | --------- | ------- | --------- |
| 2009–10               | Spartak ZV Subotica   | SuperLiga             | 27           | 4            | 0                  | 0                  | 0        | 0         | 27      | 4         |
| 2010–11               | Spartak ZV Subotica   | SuperLiga             | 27           | 4            | 1                  | 0                  | 3        | 0         | 31      | 4         |
| 2011–12               | Spartak ZV Subotica   | SuperLiga             | 15           | 2            | 2                  | 0                  | 0        | 0         | 17      | 2         |
| 2011–12               | Red Star              | SuperLiga             | 11           | 1            | 1                  | 0                  | 0        | 0         | 12      | 1         |
| 2012–13               | Red Star              | SuperLiga             | 2            | 0            | 0                  | 0                  | 3        | 0         | 5       | 0         |
| 2012–13               | Radnički 1923 (mượn)  | SuperLiga             | 11           | 0            | 0                  | 0                  | 0        | 0         | 11      | 0         |
|                       |                       |                       | Giải vô địch | Giải vô địch | Cúp                | Cúp                | Châu lục | Châu lục  | Tổng    | Tổng      |
| Tổng                  | Serbia                | Serbia                | 82           | 11           | 4                  | 0                  | 6        | 0         | 92      | 11        |
| Tổng cộng sự nghiệp   | Tổng cộng sự nghiệp   | Tổng cộng sự nghiệp   | 82           | 11           | 4                  | 0                  | 6        | 0         | 92      | 11        |

## Danh hiệu
Red Star
- Cúp bóng đá Serbia (1): 2011–12